# Татра T6A5
Татра T6A5 е модел четириосни трамваи, произвеждани в годините 1991 – 1998 от фирмата ČKD в Прага, Чехия.

## Характеристика
Производството на Татра T6A5 започва през 1991 г. с построяването на първата серия за Братислава. Габаритите на прототипния трамвай са били идентичени с тези на T6A2. При последващо производство трамваят превърпява промени, в зависимост от града, за който е предназначен.
Каросерията на вагона е стоманена. Състои се от валцовани и пресовани профили с облицовка от гладка стомана. Облицовката е покрита с антикорозионно и шумоизолиращо покритие. Подът на мотрисите е изработен от водоустойчив шперплат, върху който е залепено каучуково покритие. За достъп до кабели, средната част на пода е подвижна. Всяка мотриса е оборудвана с 3 врати. Контролът на вратите е електромеханичен, контролният механизъм е поставен в шкаф над вратите. Механизмът на вратата е оборудван с фрикционен съединител. Стъклата на трамваите са от безопасно стъкло.
Трамваите са оборудвани с пластмасови, тапицирани седалки. За по-лесно почистване на мотрисите под седалките има свободно пространство (с изключение на пясъчиите и разединителя за ниско напрежение). Вентилацията на пътническия салон е естествена с помощта на вентилационни отвори в покрива на мотрисите и прозорците, които се отварят. Отоплението на кабината се извършва с помощта на електрически отоплителни корпуси, поставени в страничните канали на каросерията на мотрисите и задвижвани от мрежата с високо напрежение. Регулирането на отоплението е двуетапно. Осветлението на трамваите е с флуоресцентни лампи.
Кабината на ватмана е с остъкление и плъзгаща се врата. Има големи предни стъкла, които осигуряват добра видимост на ватмана. В кабината има тапицирана седалка, която се регулира по височина.
Трамвая има тиристорно управление тип TV 3.

## Прототипи
През 1996 г. ČKD-Прага построява два прототипи, превозвани под наем номера 0030 и 0032. Мотрисите са били с различен тип управление.

## Татра Т6А5 вЧехия
Татра Т6А5 за град Бърно
През 1995 г. Бърно получава еднократна доставка цялостна 20 броя на трамваи от типа T6A5. Те са оборудвани с матричен дисплей и външни врати в завода. Всички превозни средства от този тип са все още налице.
Татра Т6А5 за град Острава
През периода от 1994 до 1996 г. в град Острава са доставени 10 броя трамваи. След това през 1997 г. се доставени по-нова модификация на травая Татра T6A5. Всички трамваи имат класически сгъваеми врати, и са оборудвани с матричен дисплей. Общият брой трамваи е 38 и превозните средства от този тип са все още налице.
Татра Т6А5 за град Прага
През 1995 година град Прага получи голяма доставка на трамваи T6A5. Бяха доставени 80 броя превозни средства. Повече от 50 мотриси са били доставени през периода от 1996 до 1997 г. Тогава са били доставени 20 броя трамваи.

## Татра Т6А5 вСловакия
Татра Т6А5 за град Братислава
В град Братислава доставките на трамвайни мотриси от типа T6A5 започват през 1991 година. Тогава са били доставени 34 броя мотриси. През 1993 година е извършена втора доставка от 12 броя мотриси от този тип, оборудвани фабрично с матрични дисплей. Третата доставка е през 1997 година. Доставени са 10 броя мотриси. След това през 2006 година са били доставени още две мотриси. Общият брой на мотрисите е 58 броя.
Татра Т6А5 за град Кошице
В края на 1991 г. са били произведени първите два трамвая, предназначени за град Кошице. След това през 1992 година са доставени всички 29 превозни средства, които през 1992 г. се премества в. Първите две бройки, доставени първоначално са били преднезнечени за град Сегед (Унгария), защото траваите не могат да се използва поради ширината им.

## Татра Т6А5 вУкрайна
Татра Т6А5 за град Киев
През 2017 и 2018 г. бяха доставени 7 мотриси от град Прага заедно с трамвайните мотриси Татра T3. Били са заменени талигите с талиги от Татра T6B5 с ширина 1524 мм и е използвано оборудвяне от този модел.
Татра Т6А5 за град Харков
През 2017 г. бяха доставени 10 мотриси, произведени през 1995 и 1996 година от град Прага заедно с трамвайните мотриси Татра T3. Една от мотрисите е претърпяла катастрофа и е минала на капитален ремонт в град Харков. Били са заменени талигите с талиги от Татра T6B5 с ширина 1524 мм и е използвано оборудвяне от този модел.

## Татра Т6А5 вБългария
Татра Т6А5 за град София
На 30 ноември 2015 година e взето решение от Комисията по транспорт на Столична община за доставка на 20 броя трамваи от модела T6A5 от град Прага на обща стойност от 765.660 лева / 10,58 милиона CZK / 391.330 EUR. Една мотриса струва 27 500 Лв / 380000 CZK / 14000 евро нето. За транспорт и застраховка са платени допълнително 10.783 Лв / 149.000 CKZ / 5500 EUR за трамвай. Мотрисите са с междурелсие 1435 мм и обслужват линия 22. През 2017, 2019 и 2020 год. са доставени още съответно 10, 10 и 14 броя трамваи от модела, правейки общо 54 експлоатирани броя към ноември 2020 год.
В София са в експлоатация още трамваите Татра T6B5 и Татра T6A2.

## Технически параметри
- Дължина (без съединител): 14.5 m
- Широчина: 2.5 m
- Височина: 3,110 m
- Междурелсие: 1000 мм и 1435 мм
- Тегло на празна мотриса: 18.3 t
- Максимален брой пътници: 149 / 134
  - седящи: 20 / 28
  - правостоящи: 66 / 81
- Максимална мощност: 4 х 40 kW
- Напрежение: 600 V DC
- Максимална скорост: 65 km/h

## Разпространение

### България
| Град  | Тип  | Година на доставяне    | Брой мотриси | Инвентарни номера | Междурелсие | Забележки |
| ----- | ---- | ---------------------- | ------------ | ----------------- | ----------- | --------- |
| София | T6A5 | 2016, 2017, 2019, 2020 | 54           | 4140 – 4184       | 1435 мм     |           |

### Чехия
| Град    | Тип  | Година на доставяне | Брой мотриси | Инвентарни номера | Междурелсие | Забележки |
| ------- | ---- | ------------------- | ------------ | ----------------- | ----------- | --------- |
| Прага   | T6A5 | 1995 – 1997         | 126          | 8601 – 8750       | 1435 мм     |           |
| Бърно   | T6A5 | 1995                | 20           | 1201 – 1220       | 1435 мм     |           |
| Острава | T6A5 | 1994 – 1997         | 38           | 1101 – 1138       | 1435 мм     |           |

### Словакия
| Град       | Тип  | Година на доставяне | Брой мотриси | Инвентарни номера | Междурелсие | Забележки |
| ---------- | ---- | ------------------- | ------------ | ----------------- | ----------- | --------- |
| Братислава | T6A5 | 1991 – 1997         | 58           | 7901 – 7958       | 1000 мм     |           |
| Кошице     | T6A5 | 1992 – 1993         | 29           | 600 – 629         | 1435 мм     |           |

### Украйна
| Град   | Тип  | Година на доставяне | Брой мотриси | Инвентарни номера                                          | Междурелсие | Забележки                                               |
| ------ | ---- | ------------------- | ------------ | ---------------------------------------------------------- | ----------- | ------------------------------------------------------- |
| Харков | T6A5 | 1995                | 10           | 4532, 4534, 4543, 4556, 8607, 8610, 8612, 8634, 8644, 8729 | 1520 мм     | Доставени от Прага. Монтирано оборудване от Татра T6B5. |
| Киев   | T6A5 | 2017 – 2018         | 7            | 005, 027,060, 309,315, 316,317                             | 1520 мм     | Доставени от Прага. Монтирано оборудване от Татра T6B5. |